# Hall & Oates
Хол и Оутс је амерички дуо који чине Дерил Хол и Џон Оутс.
Дерил Хол је певач; Џон Оутс првенствено свира електричну гитару и пружа пратеће вокале. Обојица пишу већину песама које изводе, да ли одвојено или у сарадњи. Највећу славу су постигли од касних 1970-их до средине 1980-их.
Хол и Оутс су продали око 40 милиона плоча, што их је учинило најпродаванијим музичким дуом у историји. Најпознатији су по својих шест хитова који су се нашли на Билборд хот 100 листи: „Rich Girl”, „Kiss on My List”, „Private Eyes”, „I Can't Go for That (No Can Do)”, „Maneater” и „Out of Touch”. Укупно су имали 34 хитова на америчком Билборд хот 100, седам РИАА платинастих албума и шест РИАА златних албума.
Примљени су у Дворану славних рокенрола у априлу 2014. Дана 2. септембра 2016. године, добили су звезду на Холивудској стази славних.

## Дискографија
- Whole Oats (1972)
- Abandoned Luncheonette (1973)
- War Babies (1974)
- Daryl Hall & John Oates (1975)
- Bigger Than Both of Us (1976)
- Beauty on a Back Street (1977)
- Along the Red Ledge (1978)
- X-Static (1979)
- Voices (1980)
- Private Eyes (1981)
- H2O (1982)
- Big Bam Boom (1984)
- Ooh Yeah! (1988)
- Change of Season (1990)
- Marigold Sky (1997)
- Do It for Love (2003)
- Our Kind of Soul (2004)
- Home for Christmas (2006)